# Magnicidio

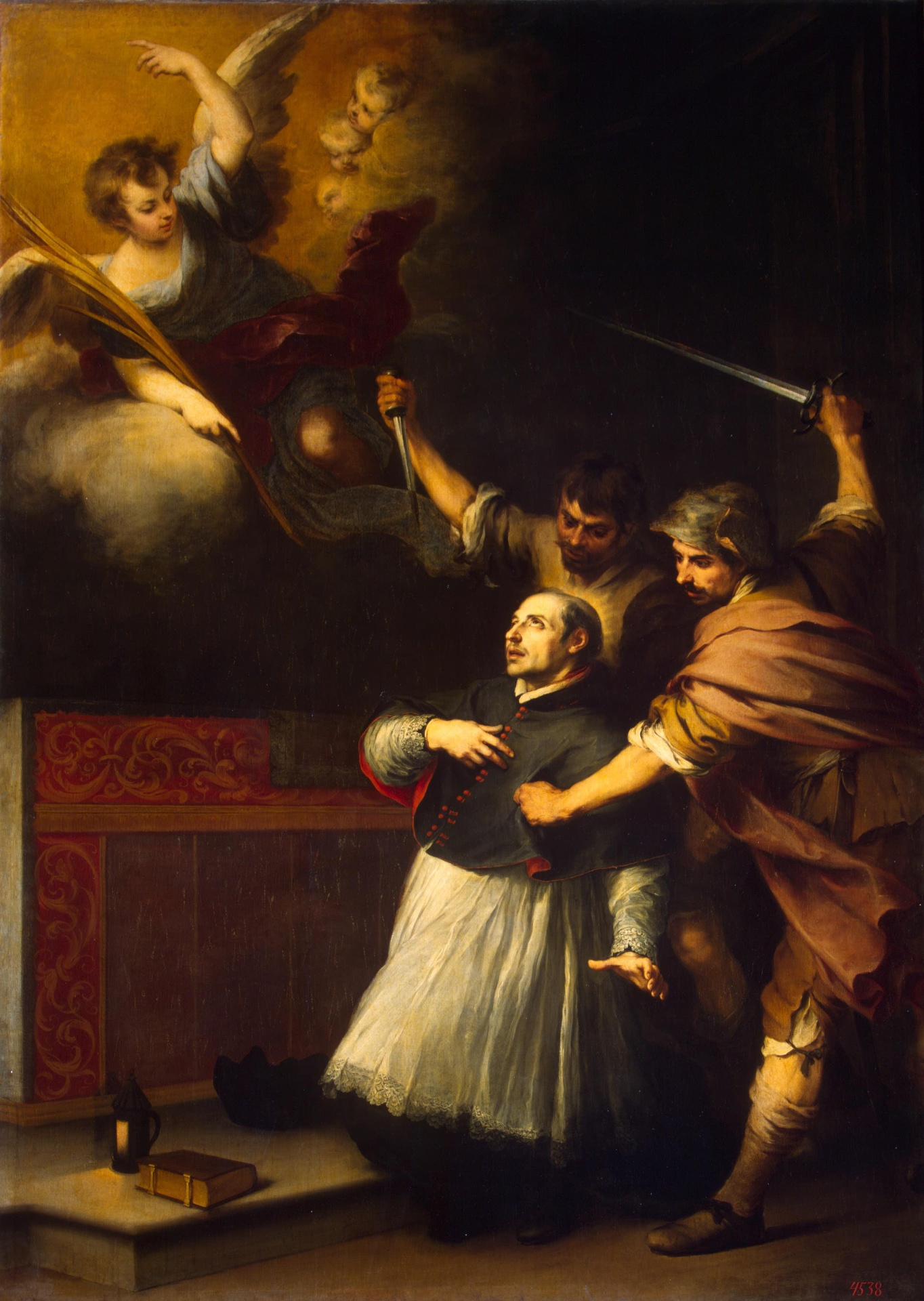
Asesinato del inquisidor Pedro de Arbués (1664), por Murillo (originalmente, en la Capilla de la Inquisición, Sevilla. En la actualidad, en el Museo del Hermitage, San Petersburgo). Arbués fue asesinado en 1485 en la Catedral de Zaragoza (España) por un grupo de judeoconversos para detener la implantación de la Inquisición en el Reino de Aragón.

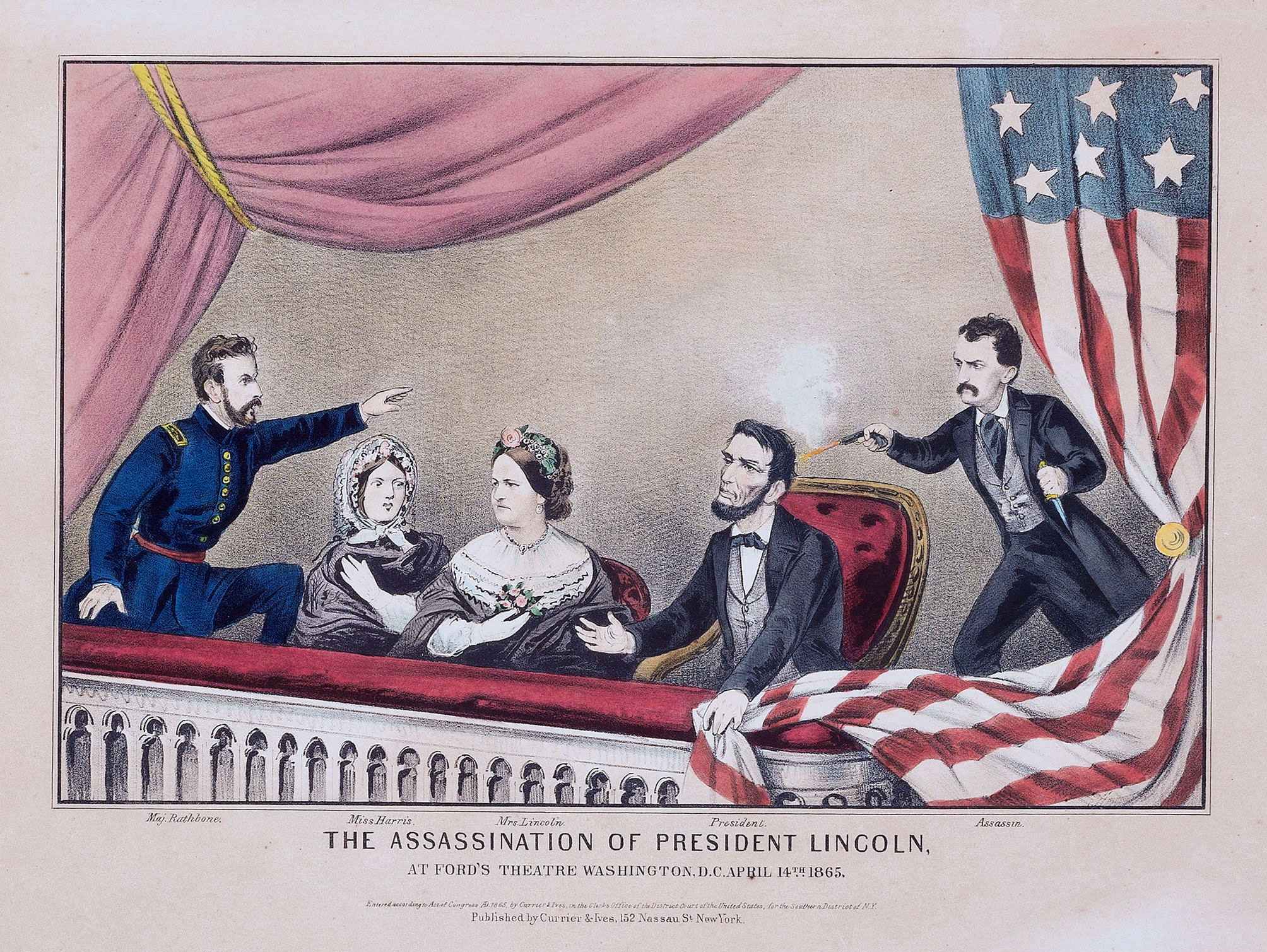
Litografía del asesinato del presidente estadounidense Abraham Lincoln.

El magnicidio es la muerte violenta dada a una persona poderosa o con un cargo importante, usualmente una figura política. El magnicida suele tener una motivación ideológica o política, y la intención de provocar una crisis política o eliminar un adversario o contrario, que considera un obstáculo para llevar a cabo sus planes.
La figura del magnicidio ha sido históricamente la más penada en los diferentes Estados a lo largo de la historia penal. Puede estar tratado como agravante del asesinato, o como un tipo propio. En general, exige que se produzca la muerte de una o más personas determinadas en función de su cargo y se reúnan los tipos de asesinato u homicidio en la comisión del delito.
En algunos Estados la figura queda reducida a la muerte del jefe de Estado. En otros es más amplia, pues incluye al presidente del Gobierno o primer ministro, a los presidentes del Parlamento o Congreso y a la familia de los jefes de Estado, cuando el sistema es una monarquía. En este último caso, se incluye la muerte de los sucesores o herederos directos de la Corona.
El término se ha utilizado también para nombrar los asesinatos de renombrados dirigentes políticos, como por ejemplo al asesinato de presidentes, vicepresidentes, candidatos presidenciales, fundadores de Estados y primeros ministros.

## Los asesinos

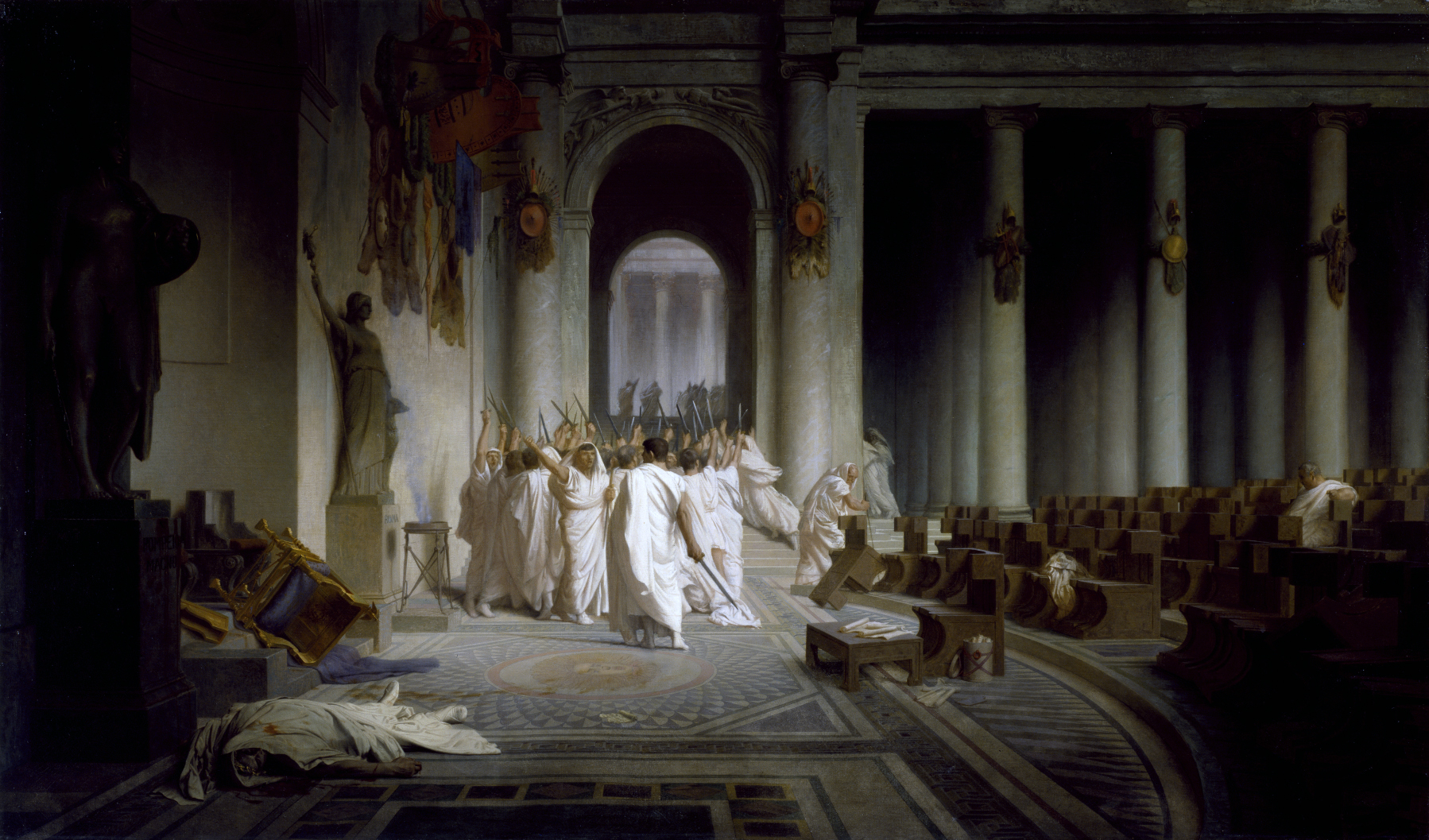
Muerte de César, de Jean-Léon Gérôme, 1867.

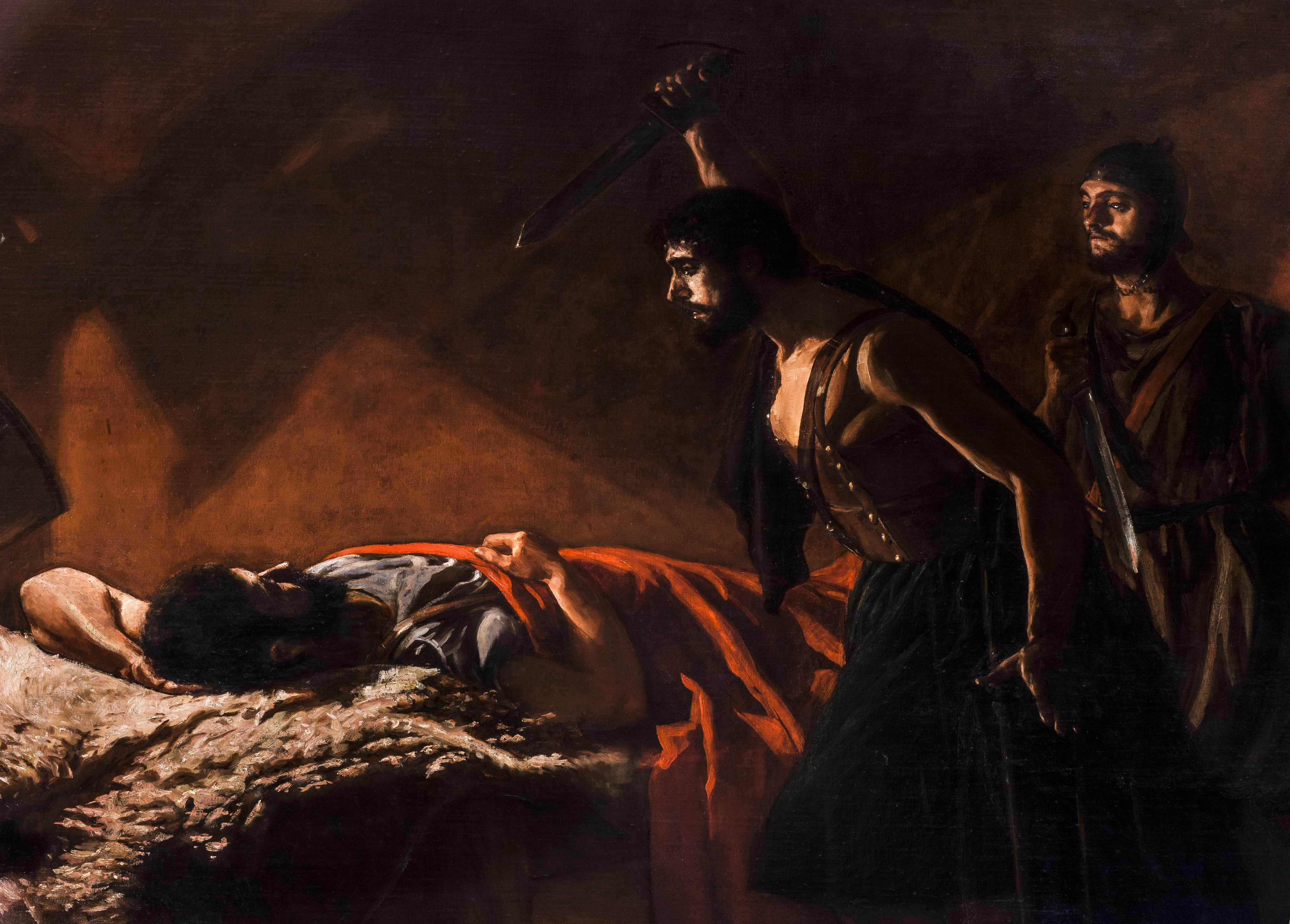
La muerte de Viriato (1890), de José Villegas. El caudillo lusitano Viriato fue traicionado y asesinado mientras dormía por sus embajadores, en connivencia con el procónsul romano Quinto Servilio Cepión. De acuerdo con la leyenda, cuando los asesinos reclamaron su recompensa, el procónsul se la negó con la frase Roma no paga a traidores.

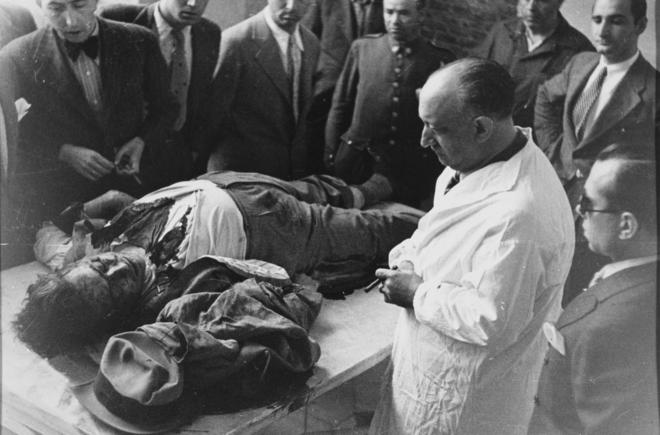
Cuerpo del político José Calvo Sotelo tras su asesinato el 13 de junio de 1936, a comienzos de la guerra civil española.

El victimario o magnicida no tiene un único perfil. El asesino de los archiduques de Austria en Sarajevo era un nacionalista serbio. El asesino de Trotski era un agente entrenado para matar que cumplía órdenes de Stalin. Los asesinos de Rabin y de Sadat eran fanáticos religiosos.
"El único rasgo común a todos ellos es el hecho de que están seguros de que cumplen con una misión cuyos beneficios justifican el sacrificio". Estudiando cada caso, podremos encontrar desde el que actúa en solitario o en pequeño grupo, hasta el complot en el que se coaligan intereses de diferentes grupos de poder, grupos terroristas separatistas o de ideología extremista. Desde el punto de vista psicoanalítico se relaciona el magnicidio con el complejo de Edipo, a cumpliendo el rey o presidente el papel del padre.[cita requerida]
Gandhi, que tenía una percepción realista del peligro de morir violentamente, aporta una reflexión sobre la naturaleza del asesino:

Es fácil disparar, lanzar una bomba contra un hombre en la oscuridad, pero es difícil ponerse frente a frente de día y desafiarlo. Uno puede estar dispuesto a usar secretamente la violencia contra un hombre que tiene poder, pero acobardarse en su presencia. La violencia puede exigir cierto valor físico, pero no tiene valor moral. Y puede implicar que uno puede temer a su adversario, pero no a la muerte misma. Para mí la no violencia, en cambio, requiere mucho más valor que el manejo de la espada.
Gandhi

## Tipos de magnicidios

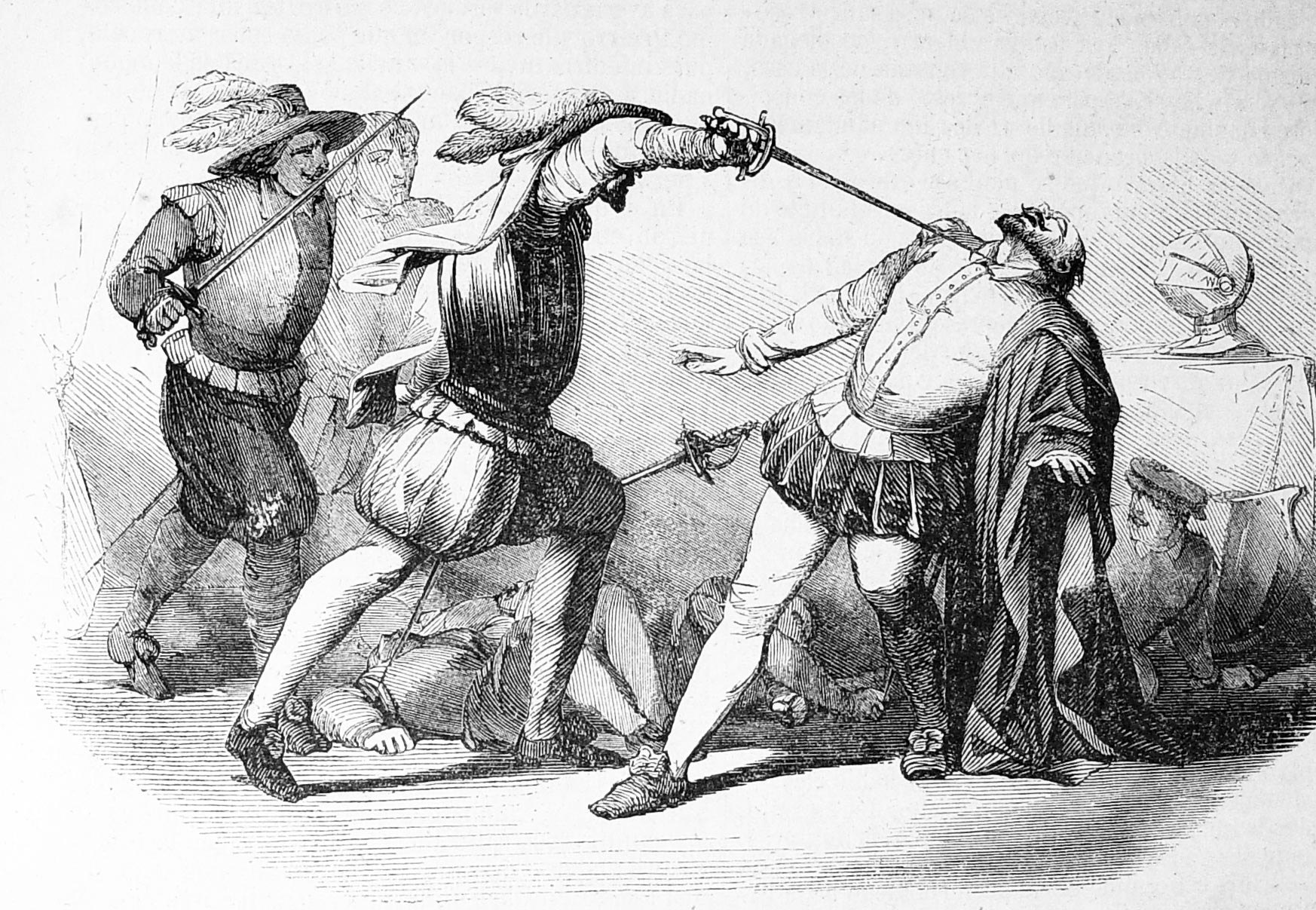
Juan de Rada asesinando a Francisco Pizarro, gobernador de Nueva Castilla en América del Sur.

Por un lado se pueden reconocer por:
- Los más conocidos y mediáticos de manera universal: Abraham Lincoln, John F. Kennedy, Julio César, Mahatma Gandhi y Martin Luther King.

Por otro lado, se podrían agrupar según la naturaleza pública de la víctima: 
- Reyes, presidentes y jefes de Gobierno en funciones (e.g. José Canalejas, Luis XVI de Francia, Eduardo Dato, Hendrik Verwoerd, Indira Gandhi y su hijo Rajiv Gandhi, Gabriel García Moreno, Nicolás II de Rusia, Rafik Hariri, Thomas Sankara, Alejandro II de Rusia, Humberto I, Carlos I de Portugal y su hijo Luis Felipe de Braganza, Abraham Lincoln, Olof Palme, Benito Mussolini, Carlos Delgado Chalbaud, Luis Miguel Sánchez Cerro, Manuel Pardo y Lavalle, Rafael Leónidas Trujillo, Francisco Macías Nguema, Venustiano Carranza, José Antonio Remón Cantera, Juvénal Habyarimana, Marien Ngouabi, Luis Carrero Blanco, Alejandro I de Yugoslavia, Nicolae Ceausescu, Muamar el Gadafi, Jovenel Moïse, João Bernardo Vieira, Samuel Kanyon Doe y su predecesor William R. Tolbert, etc).
- Diputados, parlamentarios, candidatos a elecciones (e.g.: Gregorio Ordóñez, Inejiro Asanuma, Giacomo Matteotti, Robert F. Kennedy, Enzo Bordabehere, Fernando Buesa, Luis Donaldo Colosio, Jorge Eliécer Gaitán, José Calvo Sotelo, Jaime Pardo Leal, Bernardo Jaramillo Ossa, Jaime Guzmán, Pim Fortuyn, Luis Carlos Galán, Armando Chavarría Barrera, Jesús Manuel Lara Rodríguez, Rodolfo Torre Cantú, Fernando Villavicencio, Jaime Hurtado, Gregorio Barradas Miravete, Moisés Villanueva de la Luz, Édgar Morales Pérez, Eduardo Castro Luque, Jaime Serrano Cedillo, Gabriel Gómez Michel, Gisela Mota Ocampo, Héctor Melesio Cuén Ojeda, Jo Cox, Manuel Cepeda, Carlos Pizarro, Jorge Carpio Nicolle, Miriam Noemí Ríos, Samantha Fonseca, Gisela Gaytan, Alejandro Arcos, Benito Aguas Atlahua, Melissa Hortman,[3] Miguel Uribe Turbay,[4] etc).
- Altos representantes de las instituciones del estado (presidentes de Tribunal Supremo, gobernadores civiles, presidentes regionales, alto estado mayor, Consejo de Estado, ministros, alcaldes, etc.) (e.g.:Aldo Moro, Antonio Cánovas del Castillo, Luis Carrero Blanco, Luis Mountbatten, Rodrigo Lara Bonilla, Anna Lindh, Óscar Bonilla, Lluís Companys, José Francisco Ruiz Massieu, Alberto García Granados, Alberto Nisman, Edelmiro Cavazos Leal, Francisco Tomás y Valiente, Qasem Soleimani, etc.)
- Líderes de movimientos sociales, políticos y religiosos (e.g.: Antonio José de Sucre, Eloy Alfaro, Martin Luther King, Mahatma Gandhi, Malcolm X, Rubén Jaramillo,  José Antequera, Óscar Arnulfo Romero, Ignacio Ellacuría, etc.)

Adicionalmente, también se pueden clasificar según el contexto histórico en el que se producen, aunque se presentan algunas dificultades para establecer una clara distinción de períodos. Si se puede señalar el origen, en la segunda parte del siglo XIX, del ascenso de la acción directa, como forma de la vía revolucionaria, en el anarquismo violento y de corte nihilista.
- Mundo antiguo, moderno y los inicios de la era contemporánea, como el de: Julio César, los regicidios de Sancho II de Castilla, Sancho Garcés IV de Pamplona el de Peñalen, Pedro I de Castilla, Enrique III de Francia, Enrique IV de Francia, Duncan I de Escocia, Guillermo de Orange, María de Lamballe, Jacobo Estuardo, Francisco Pizarro, Atahualpa, Isabel de Francia , Jean-Paul Marat, Bernardo de Monteagudo, el fusilamiento de Manuel Dorrego, el asesinato del caudillo Facundo Quiroga, Luis XVI de Francia y su esposa María Antonieta de Austria, entre otros.
- Anarquismo y movimiento revolucionario entre 1850 y 1918, como los de: Stolypin, James Garfield, Humberto I, Jorge I de Grecia, Marie François Sadi Carnot, Antonio Cánovas del Castillo, José Canalejas, William McKinley o el Archiduque Francisco Fernando de Austria y su mujer Sofía Chotek.
- Violencia fascista, revolucionaria, antirrevolucionaria y totalitaria, en el período de entreguerras, como los de: Matteotti, Emiliano Zapata, Francisco Villa, Rosa Luxemburgo y Trotski.
- Conflictos político-civiles internos, vinculados a la democratización o la descolonización, la identidad religiosa y nacional o aversión política o étnica, como: Augusto Arango, Joaquín Crespo, Muamar el Gadafi, Juvénal Habyarimana, Agathe Uwilingiyimana, Rosalie Gicanda, Mohammad Najibullah, Burhanuddin Rabbani, Patrice Lumumba, Melchior Ndadaye, Anastasio Somoza García, Benazir Bhutto, Itō Hirobumi, Anastasio Somoza Debayle, Orlando Letelier, Isaac Rabin, Alí Abdalá Salé.

Los asesinatos o intentos sobre famosos de la cultura mediática (artistas, músicos, comunicadores, deportistas, economistas, médicos, científicos etc.) no entrarían en esta categoría, al no representar ninguno nada o escasamente relacionado en el Gobierno y la vida política.

## Ficción y recreaciones sobre magnicidios
Existe un significativo número de recreaciones en la ficción narrativa literaria y cinematográfica basadas en asesinatos históricos de grandes dirigentes políticos y figuras de relevancia pública. Algunas ofrecen el suficiente rigor histórico para ser una fuente interesante para conocer los hechos y el contexto, mientras que también encontramos otras que inventan magnicidios o intentos para personajes ficticios o históricos.
En primer lugar podríamos destacar el cine y la televisión, que sigue o reconstruye con voluntad de fidelidad y sentido de lo verosímil, algunos magnicidios destacados:
- JFK, dirigida por Oliver Stone en 1991, sobre el asesinato de John F. Kennedy.
- Operación Ogro, dirigida por Gillo Pontecorvo en 1980, sobre el almirante Carrero Blanco.
- El asesinato de John Lennon, dirigida por J.P. Schaefer en 2007 (cine), sobre Lennon.
- Lorca, muerte de un poeta, serie de televisión dirigida por Juan Antonio Bardem en 1987.
- Lorca, dirigida por Iñaki Elizalde en 1998.
- Romero (película), dirigida por John Duigan en 1989.
- El atentado, película mexicana de Jorge Fons.
- Colosio: El asesinato, película mexicana de Carlos Bolado.
- El paciente interno, documental mexicano acerca del intento de asesinato del presidente Gustavo Díaz Ordaz.
- Roa, película colombiana sobre el presunto asesino del candidato presidencial Jorge Eliecer Gaitán.

Por otra parte, la libertad de la ficción se usa libremente alrededor de un hecho real concreto o construyendo un magnicidio hipotético o, sin reparos, totalmente fantástico. Por ejemplo las novelas El caso Kurílov, de Irène Némirovsky, El agente secreto de Joseph Conrad, El día del chacal de Frederick Forsyth, El hombre de San Petersburgo de Ken Follett y Doctor Guillotina, de Lom Herbert (Novela), o la obra de teatro de Peter Weiss Marat/Sade.